# La figlia del dr. Jekyll
La figlia del dr. Jekyll (Daughter of Dr. Jekyll) è un film del 1957 diretto da Edgar G. Ulmer.

## Trama
Al compiere del ventunesimo anno d'età, Janet si reca nella magione di famiglia nell'entroterra inglese, accompagnata dal fidanzato George Hastings. Qui, il suo ex-tutore, il dottor Lomas, come da accordi convenuti con il padre di lei, morto quando Janet era piccola, le comunica non solo che è ora assegnataria del maniero e di una sostanziosa eredità, ma anche che suo padre era in realtà il famigerato dottor Jekyll, che con la luna piena si trasformava in licantropo.
Janet è evidentemente molto scossa, ed il dottor Lomas cerca di calmarla con dei medicinali e ipnotizzandola. Una notte Janet sogna di uccidere una donna, e al mattino si trova le mani e la vestaglia imbrattate di sangue. Durante la colazione Jacob, il taciturno guardiano della tenuta, si presenta portando in braccio il cadavere di Maggie, una cameriera della casa, con uno squarcio sulla gola. Jacob è convinto che la ragazza abbia ereditato dal padre la nefasta capacità di trasformarsi in lupo mannaro, e anche Janet, nonostante George e Lomas tentino di convincerla del contrario, comincia a dubitare di sé stessa.
I dubbi si convertono in certezza quando anche dopo una seconda notte di incubi per Janet, ed un risveglio macchiato di sangue, un'altra donna del paese viene trovata assassinata con le stesse modalità. Janet allora, per la notte successiva si fa chiudere a chiave nella propria camera, le cui finestre, su sua richiesta, erano state sprangate, e il dottor Lomas, dopo averle somministrato un sonnifero, si appresta a montare la guardia di fianco al suo letto.
Nel cuore della notte, però, Lomas esce dalla camera con Janet in stato di trance e la conduce negli scantinati, dove le intima, sotto ipnosi, di impiccarsi con una corda che le fornisce. George aveva seguito i due, ed ora, mentre la ragazza è distesa in stato di incoscienza, assiste alla prodigiosa trasformazione del dottor Lomas in un lupo mannaro. Quest'ultimo tramortisce George ed esce a commettere un ulteriore assassinio. La gente del paese, organizzata in ronde notturne, non può evitare l'omicidio, ma riesce a tenere dietro a Lomas che ritorna nello scantinato. Qui George rinviene facendo in tempo a salvare Janet dal suicidio e spiegandole la realtà dei fatti, mentre Jacob sopraggiunge e uccide il licantropo configgendogli, come vuole la tradizione, un paletto di frassino nel cuore.